# Oberwampach
Oberwampach (en luxemburguès: Uewerwampech; alemany:  Oberwampach) és una vila de la comuna de Wincrange, situada al districte de Diekirch del cantó de Clervaux. Està a uns 49 km de distància de la ciutat de Luxemburg.

## Història
Oberwampach va ser una comunitat fins a l'1 de gener de 1978 quan es va fusionar amb altres pobles per formar part de la nova de Wincrange.